# La talpa (terza edizione)
La terza edizione del reality La talpa è andata in onda ogni giovedì in prima serata su Italia 1 dal 9 ottobre al 27 novembre 2008 con la conduzione di Paola Perego, affiancata dagli opinionisti Candida Morvillo, Vincenzo Cantatore e Barbara Alberti (presente solamente per le prime tre puntate e sostituita da Raffaello Tonon dalla quarta all'ottava puntata) e con la partecipazione dell'inviata Paola Barale. È durata 50 giorni, ha avuto 13 concorrenti e 8 puntate e si è tenuta in Sudafrica. Il motto di questa edizione è stato A La talpa nulla è come sembra!.
Il day-time di questa edizione è stato trasmesso su Italia 1. Le puntate serali di questa edizione sono state replicate, dal 20 maggio 2012, ogni domenica alle ore 23:40 sul canale gratuito del digitale terrestre Mediaset Extra.
La finale si è svolta il 27 novembre 2008, mentre il 4 dicembre è andata in onda una puntata riepilogativa con tutti i protagonisti dell'edizione soprannominata: La talpa - Reunion.
L'edizione si è conclusa con la vittoria di Karina Cascella, che si è aggiudicata il montepremi di 200000 €, mentre Franco Trentalance è stato La talpa.

## Regolamento
I concorrenti che prendevano parte al programma vivevano per tutta la durata del gioco in una località del Sudafrica nella regione del KwaZulu-Natal e formavano un gruppo unito all'interno del quale si nascondeva La talpa. Durante la prima puntata, tramite la cerimonia di iniziazione, fu stabilito segretamente chi tra i concorrenti sarebbe stata la Talpa, colui che avrebbe dovuto sviare i sospetti, sabotare le prove e confondere il gruppo per poter aumentare il proprio bottino a discapito del montepremi del gruppo: a turno i concorrenti aprivano una busta contenente un foglio che designa o meno il ruolo della Talpa. Ogni settimana i concorrenti dovevano affrontare varie prove il cui esito positivo incrementava il montepremi e durante le quali la Talpa poteva agire per compromettere l'esito della prova e aumentare così il proprio bottino. Le prove che i concorrenti erano chiamati ad affrontare erano:
- Missione settimanale: solitamente una prova basata sulla forza fisica e la resistenza registrata durante la settimana.
- Notte della Talpa: una prova speciale di lunga resistenza che avviene durante l'arco di un'intera notte.
- Grande prova: una prova che ha luogo in diretta durante la puntata del prime-time, solitamente era la più impegnativa e più complicata da affrontare durante la settimana. Con questa prova venivano messi alla prova limiti e paure dei concorrenti.

Durante il prime-time, al termine della prova settimanale, aveva luogo il meccanismo di eliminazione della Talpa. Ogni settimana infatti il pubblico da casa poteva esprimere il proprio parere votando chi, tra i concorrenti, pensava fosse la Talpa: il più votato era il sospettato del pubblico. Assieme al sospettato del pubblico veniva scelto anche il sospettato del gruppo per maggioranza di voti (che, a differenza delle prime due edizioni, erano palesi) tra quelli espressi dai concorrenti (in caso di pareggio veniva scelto il concorrente più votato dal pubblico o in alternativa vengono scelti entrambi i sospettati del gruppo). Quindi i due sospettati erano tenuti a rispondere a un questionario riguardante l'identità della Talpa: la persona che rispondeva correttamente al minor numero di domande veniva eliminato e diventava vittima della Talpa (in caso di parità viene eliminato il sospettato che, nel corso del test, ha impiegato più tempo a rispondere. Nell'eventualità in cui ad essere eliminata fosse stata proprio la Talpa, il titolo passava ad un nuovo concorrente tramite una nuova Cerimonia di Iniziazione.
Il concorrente che superava il test rimaneva recluso per una settimana nella capanna Zulu lontano dal gruppo, e in esclusiva compagnia della famiglia 'Ndelu, composta da un nonno, il figlio, nonché capofamiglia, le sue due mogli e dai propri figli. Durante la prova settimanale, il recluso aveva però la possibilità di incontrare il gruppo.
Nella puntata finale veniva quindi svelata l'identità della Talpa e proclamato il vincitore tramite il televoto. Il vincitore otteneva il montepremi del gruppo mentre la Talpa vinceva il proprio bottino solo se nell'ultimo televoto non veniva sospettata dalla maggioranza del pubblico, in caso contrario l'intero bottino veniva trasferito nel montepremi del gruppo e quindi al vincitore.

## Sospettati
L'età dei concorrenti si riferisce al momento dell'ingresso nel programma.
| Concorrente         | Età     | Professione              | Luogo di nascita | Stato                          |
| ------------------- | ------- | ------------------------ | ---------------- | ------------------------------ |
| Karina Cascella     | 28 anni | Personaggio TV           | Aversa           | Vincitrice                     |
| Clemente Russo      | 26 anni | Pugile                   | Caserta          | Secondo classificato           |
| Melita Toniolo      | 22 anni | Showgirl, personaggio TV | Treviso          | Terza classificata             |
| Pasquale Laricchia  | 36 anni | Personaggio TV           | Bari             | Quarto classificato            |
| Franco Trentalance  | 41 anni | Attore pornografico      | Bologna          | Quinto classificato - La talpa |
| Simona Salvemini    | 31 anni | Personaggio TV           | Milano           | Eliminata                      |
| Matteo Tagliariol   | 25 anni | Schermidore              | Treviso          | Eliminato                      |
| Pamela Camassa      | 23 anni | Showgirl                 | Prato            | Espulsa                        |
| Cristiano Angelucci | 29 anni | Modello, personaggio TV  | Chieti           | Eliminati                      |
| Salvatore Angelucci | 32 anni | Personaggio TV           | Chieti           | Eliminati                      |
| Natalia Bush        | 23 anni | Showgirl, modella        | Tenerife         | Ritirata                       |
| Fiordaliso          | 52 anni | Cantante                 | Piacenza         | Eliminata                      |
| Kamilia Dupont      | 24 anni | Modella                  | Tunisi           | Eliminata                      |
| Emanuela Tittocchia | 38 anni | Attrice                  | Torino           | Eliminata                      |

## Svolgimento del programma

### Le prove

#### Grandi Prove
1ª Grande prova – Gli uomini di fango
- Settimana: 01
- Premio: 2000 € per coppia
- Penalità: 2000 € nel bottino della Talpa per tutte le coppie che non riusciranno a superare la prova oltre a restare legati tra di loro per una settimana intera
- Location: Pozzo di fango
- Abilità richieste:

| Forza:         |
| Resistenza:    |
| Riflessi:      |
| Autocontrollo: |

- Difficoltà: 08

| Livello: |

- Svolgimento: Nel tempo massimo di 3 minuti, i concorrenti suddivisi per coppie devono immergersi in una profonda pozza di fango, trovare una chiave, risalire un percorso, aprire il baule e tagliare la corda che li lega.

| Coppia | Natalia – Franco | Melita – Matteo | Pamela – Angelucci | Kamilia – Fiordaliso | Emanuela – Clemente | Karina – Pasquale |
| Esito  | Fallita          | Fallita         | Superata           | Fallita              | Fallita             | Superata          |

- Attribuzione: 4000 € nel Montepremi del gruppo, 8000 € nel Bottino della Talpa

2ª Grande prova – All'ultimo respiro
- Settimana: 02
- Premio: 5000 € per ogni manche superata.
- Penalità: 5000 € nel bottino della Talpa per ogni manche fallita.
- Location:
- Abilità richieste:

| Forza:         |
| Resistenza:    |
| Riflessi:      |
| Autocontrollo: |

- Difficoltà: 08

| Livello: |

- Svolgimento: I concorrenti vengono suddivisi a coppie. Per ogni coppia uno dei due deve rimanere steso sul fondo di una vasca che viene riempita d'acqua, l'altro deve creare un boccaglio con dei tubi di 10 cm ognuno, nascosti in una roccia rovente. L'obiettivo è resistere il più a lungo possibile sott'acqua per un totale di 10:00 minuti sommando i tempi di ogni coppia.

|                | Manche 1          | Manche 1        | Manche 1         | Manche 2           | Manche 2              | Manche 2            |
| -------------- | ----------------- | --------------- | ---------------- | ------------------ | --------------------- | ------------------- |
| Coppia         | Pasquale – Melita | Franco – Karina | Pamela – Natalia | Clemente – Kamilia | Salvatore – Cristiano | Matteo – Fiordaliso |
| Tempo parziale | 2:00              | 4:48 (più 2:28) | 7:15 (più 2:47)  | 5:34               | 7:40 (più 2:06)       | 10:00 (più2:40)     |
| Esito          | Fallita           | Fallita         | Fallita          | Superata           | Superata              | Superata            |

- Attribuzione: 5000 € nel montepremi del gruppo, 5000 € nel bottino della Talpa.

3ª Grande prova – Il viaggio dell'eroe
- Settimana: 03
- Premio: 5000 € per ogni manche superata.
- Penalità: 5000 € nel bottino della Talpa per ogni manche fallita. Avendo perso la prova d'accesso sulla slitta vengono aggiunti dei massi pesanti per aumentarne il peso.
- Location: Area Grandi Prove
- Abilità richieste:

| Forza:         |
| Resistenza:    |
| Riflessi:      |
| Autocontrollo: |

- Difficoltà: 08

| Livello: |

- Svolgimento: I concorrenti vengono suddivisi in 2 gruppi. Per ogni gruppo, 2 concorrenti devono trainare e 2 devono spingere una slitta sopra la quale c'è un altro componente (l'eroe), lungo un percorso al termine del quale si trova un muro che il concorrente sopra la slitta deve abbattere e che l'intero gruppo deve superare trascinando ancora la slitta. L'obiettivo è terminare il percorso nel tempo massimo di 12:00 minuti.

|                 | Manche 1                                                     | Manche 2                                               |
| --------------- | ------------------------------------------------------------ | ------------------------------------------------------ |
| Gruppo          | Franco – Matteo Pasquale (Eroe) Karina – Pamela – Fiordaliso | Cristiano – Salvatore Clemente (Eroe) Natalia – Melita |
| Tempo impiegato | 12:00 più                                                    | 11:08                                                  |
| Esito           | Fallita                                                      | Superata                                               |

- Attribuzione: 5000 € nel montepremi del gruppo, 5000 € nel bottino della Talpa.

4ª Grande prova – Sotterrati
- Settimana: 04
- Premio: 2000 € per ogni manche superata.
- Penalità: 2000 € nel bottino della Talpa per ogni manche fallita.
- Location: Area Grandi Prove
- Abilità richieste:

| Forza:         |
| Resistenza:    |
| Riflessi:      |
| Autocontrollo: |

- Difficoltà: 09

| Livello: |

- Svolgimento: I concorrenti vengono suddivisi a coppie. Per ogni coppia uno dei due deve entrare in un cunicolo sotterraneo, farsi strada scavando in fondo al tunnel per raggiungere una fossa al di sopra della quale si trova un portello. Il secondo concorrente dovrà liberare il portello da grosse pietre e sollevarlo per liberare il compagno.

| Coppia | Karina – Pasquale | Salvatore – Clemente | Melita – Franco | Simona – Pamela | Cristiano – Matteo |
| Esito  | Superata          | Superata             | Superata        | Superata        | Fallita            |

- Attribuzione: 8000 € nel montepremi del gruppo, 2000 € nel bottino della Talpa.

5ª Grande prova – Prigionieri
- Settimana: 05
- Premio: 10000 € per ogni manche superata.
- Penalità: 10000 € nel bottino della Talpa per ogni manche fallita.
- Location: Area Grandi Prove
- Difficoltà: 08
- Svolgimento: I concorrenti vengono suddivisi in 2 gruppi. Un concorrente è rinchiuso in una gabbia sospesa sul fiume con una corda a cui viene dato fuoco. I compagni del prigioniero, in 12:00 minuti devono riuscire a superare gli ostacoli e a nuotare fino alla gabbia per legarla e trascinarla fino a riva.

|                 | Manche 1                                          | Manche 2                                       |
| --------------- | ------------------------------------------------- | ---------------------------------------------- |
| Gruppo          | Clemente – Matteo – Simona Pasquale (Prigioniero) | Franco (Bendato) – Melita Karina (Prigioniera) |
| Tempo impiegato | 9:25                                              | 6:24                                           |
| Esito           | Superata                                          | Superata                                       |

- Attribuzione: 20000 € nel montepremi del gruppo.

6ª Grande prova – A denti stretti
- Settimana: 06
- Premio: 15000 €
- Penalità: 15000 € nel bottino della Talpa se la prova fallisce.
- Location: Area Grandi Prove
- Difficoltà: 08
- Svolgimento: I concorrenti vengono suddivisi in 2 gruppi. Nella prima manche, nel tempo massimo di 6:00 minuti, i concorrenti del primo gruppo, appesi a testa in giù devono avvicinarsi ad una vasca piena d'acqua, immergersi con la testa e recuperare delle pietre poste sul fondo della vasca. I concorrenti del secondo gruppo, legati a un grosso tronco che con una fune funge da contrappeso, devono trascinarsi verso i sassi e recuperarli solo con la bocca nel tempo massimo di 6:00 minuti. La prova è superata se vengono recuperati almeno 50 sassi (superata da un gruppo se recupera almeno 25 sassi).

|              | Gruppo 1 Pasquale – Simona – Franco | Gruppo 1 Pasquale – Simona – Franco | Gruppo 2 Clemente – Melita – Karina | Gruppo 2 Clemente – Melita – Karina |
| ------------ | ----------------------------------- | ----------------------------------- | ----------------------------------- | ----------------------------------- |
| Manche       | Manche 1                            | Manche 2                            | Manche 1                            | Manche 2                            |
| Numero sassi | 7                                   | 24 (più 17)                         | 14                                  | 23 (più 9)                          |
| Totale       | 47                                  | 47                                  | 47                                  | 47                                  |
| Esito        | Fallita                             | Fallita                             | Fallita                             | Fallita                             |

- Attribuzione: 15000 € nel bottino della Talpa.

7ª Grande prova – La tela del ragno
- Settimana: 07
- Premio: 15000 €
- Penalità: 15000 € nel bottino della Talpa se la prova fallisce.
- Location: Area Grandi Prove
- Difficoltà:
- Svolgimento: I concorrenti devono recuperare un totale di 30 anelli. Nella prima devono arrampicarsi con mani e piedi su un quadro svedese posto in orizzontale al termine del quale sono disposti gli anelli e recuperare un anello per volta con la gamba nel tempo massimo di 12:00 min (2:00 per ogni concorrente, un concorrente ripete 2 volte). Nella seconda manche, nel tempo massimo di 15:00 minuti, a turno un concorrente viene appeso per lemani, issato su dagli altri compagni tramite una ruota che tira la corda e recuperare coi piedi un anello alla volta (2 anelli per turno al massimo).

| Manche            | Manche 1 | Manche 2   |
| ----------------- | -------- | ---------- |
| Anelli recuperati | 11       | 30 (più19) |
| Esito             | Superata | Superata   |

- Attribuzione: 15000 € nel montepremi della gruppo.

Ultima Grande prova
- Settimana: Finale
- Premio: 5000 €  per la prima manche, 15000 € per la seconda manche.
- Penalità: premio nel bottino della Talpa per ogni manche fallita.
- Location: Area Grandi Prove
- Difficoltà:
- Svolgimento: Nella prima manche i concorrenti devono recuperare uno scudo dopo aver incendiato 11 totem colpendoli con un'enorme palla infuocata nel tempo massimo di 12:00 minuti. Nella seconda manche devono portare lo scudo in cima ad una scala di pioli molto distanti tra di loro, la cui altezza supera i 30 metri, nel tempo massimo di 15:00 minuti.

| Manche          | Manche 1 | Manche 2 |
| --------------- | -------- | -------- |
| Tempo impiegato | 09:56    | 09:20    |
| Esito           | Superata | Superata |

- Attribuzione: 20000 € nel montepremi del gruppo.

#### Cerimonie e Prove d'accesso
Cerimonia della marchiatura
- Settimana: 01
- Premio: Nessuno
- Penalità: Nessuna
- Svolgimento: I concorrenti, appesi per i polsi ad una trave di legno, devono essere marchiati al petto con un ferro rovente. La prova prevedeva una penalità nel caso uno dei concorrenti si fosse rifiutato di svolgerla.

1ª Prova d'accesso
- Settimana: 02
- Premio: Nessuno
- Penalità: Penalità nella grande prova
- Svolgimento: Il sospettato del gruppo, Kamilia, deve sdraiarsi su un letto di pietre di diversa grandezza e deve resistere per la durata di 2:30 minuti con sopra una tavola di legno al di sopra della quale vengono messe delle pietre del peso di 130 kg.
- Esito:  Superata

2ª Prova d'accesso
- Settimana: 03
- Premio: Nessuno
- Penalità: Penalità nella grande prova
- Svolgimento: I primi 3 sospettati del pubblico, Karina, Fiordaliso e Pasquale, devono resistere legati ad una ruota che girando immerge i concorrenti in una vasca piena d'acqua. Per superare la prova i 3 concorrenti devono resistere 2:00 minuti a testa per un totale di 6:00 minuti.

| Concorrente    | Pasquale | Fiordaliso      | Karina          |
| Tempo parziale | 2:00     | 2:12 (più 0:12) | 3:59 (più 1:47) |
| Esito          | Fallita  | Fallita         | Fallita         |

3ª Prova d'accesso
- Settimana: 04
- Premio: Nessuno
- Penalità: Penalità nella grande prova
- Svolgimento: I primi 3 sospettati del pubblico, Karina, Matteo e Franco, vengono a turno legati e sospesi ad un traliccio a di sotto del quale ci sono dei carboni ardenti. Per superare la prova i 3 concorrenti devono resistere 2:00 minuti a testa per un totale di 6:00 minuti.

| Concorrente    | Karina   | Matteo          | Franco          |
| Tempo parziale | 2:00     | 4:00 (più 2:00) | 6:00 (più 2:00) |
| Esito          | Superata | Superata        | Superata        |

4ª Prova d'accesso
- Settimana: 05
- Premio: Nessuno
- Penalità: Penalità nella grande prova
- Svolgimento: Gli ultimi 3 sospettati del pubblico, Pasquale, Simona e Clemente, devono sottoporsi alla cerimonia del taglio dei capelli. Per superare la prova almeno uno di loro deve accettare di farsi rasare a zero.

| Concorrente | Possibilità numero 1 | Possibilità numero 1 | Possibilità numero 1 | Possibilità numero 2 |
| ----------- | -------------------- | -------------------- | -------------------- | -------------------- |
| Concorrente | Clemente             | Simona               | Pasquale             | Matteo               |
| Esito       | Fallita              | Fallita              | Fallita              | Superata             |

5ª Prova d'accesso
- Settimana: 06
- Premio: Nessuno
- Penalità: Penalità nella grande prova
- Svolgimento: I concorrenti devono prendere con la bocca un serpente da una teca e metterlo in un vaso.

| Concorrente | Simona   | Franco   | Melita   | Clemente | Pasquale | Karina   |
| Esito       | Superata | Superata | Superata | Superata | Superata | Superata |

Cerimonia dell'innocente
- Settimana: 06
- Premio: Immunità per uno del gruppo
- Penalità: 10000 € dal montepremi del gruppo al bottino della Talpa
- Svolgimento: Il gruppo ha 15:00 minuti di tempo per decidere all'unanimità una persona a cui dare l'immunità da nomination.
- Esito:  Fallita

6ª Prova d'accesso
- Settimana: 07
- Premio: Nessuno
- Penalità: Penalità nella grande prova
- Svolgimento: I concorrenti devono resistere per 1:00 minuto con addosso 3 tarantole.

| Concorrente | Clemente | Franco   | Pasquale | Karina   | Melita   |
| Esito       | Superata | Superata | Superata | Superata | Superata |

#### Missioni settimanali
1ª Missione Settimanale – La prova degli squali
- Settimana: 00
- Premio: 1000 € per concorrente
- Penalità: Nessuna penalità nel montepremi, chi rinuncia subirà una punizione nei giorni successivi.
- Location: Mare
- Difficoltà: 09
- Svolgimento: I concorrenti, suddivisi in tre gruppi, vengono rinchiusi uno per volta in una gabbia ed immersi in acqua fino al collo. Ogni concorrente deve resistere il più tempo possibile nella gabbia, attorno alla quale vengono liberati degli squali bianchi. per arrivare complessivamente ad un totale di 10 minuti per gruppo.

| Gruppo | Natalia – Karina – Clemente – Kamilia | Angelucci – Fiordaliso – Emanuela | Franco – Pasquale – Matteo – Pamela – Melita |
| Esito  | Superata (4 su 4)                     | Superata (2 su 3)                 | Superata (4 su 5)                            |

- Attribuzione: 10000 € nel Montepremi del gruppo, punizioni per Emanuela e Franco che si sono ritirati. Come punizione infatti, appena arrivati, i sospettati vedono andare in fiamme la loro casa e i loro bagagli. Questa si rivelerà in realtà una finta punizione.

2ª Missione Settimanale – Le terre rosse
- Settimana: 01
- Premio: 10000 €
- Penalità: Nessuna penalità.
- Location: Deserto delle terre rosse
- Difficoltà: 07
- Svolgimento: Il gruppo deve ricostruire un totem trasportando tutti i pezzi sulla vetta di un'altura. Tempo massimo: 15:00 minuti.
- Esito:  Superata
- Attribuzione: 10000 € nel Montepremi del gruppo.

3ª Missione Settimanale – Le cascate ad alta tensione
- Settimana: 02
- Premio: 10000 €
- Penalità: Nessuna penalità.
- Location: Cascate dell'Oribi Gourge
- Difficoltà: 08
- Svolgimento: In 15 minuti i concorrenti devono riuscire a recupera 24 tasselli, sparsi tra le rapide delle cascate e comporre un disegno rappresentante la forma di un coccodrillo. Il percorso si estende tra le rupi all'interno della cascata. Mediante delle funi i concorrenti devono arrampicarsi fino all'estremità della cima della cascata dove il fiume cade a strapiombo.
- Esito:  Superata
- Attribuzione: 10000 € nel Montepremi del gruppo.

4ª Missione Settimanale – La raccolta delle banane
- Settimana: 03
- Premio: 8000 €
- Penalità: Nessuna
- Location: Giungla
- Difficoltà: 07
- Svolgimento: Il gruppo deve recuperare 800 kg di banane nel tempo massimo di 15:00 minuti. Nell'area dove sono nascosti i caschi di banane sono inoltre presenti delle trappole.
- Esito:  Fallita
- Attribuzione: 8000 € nel Bottino della Talpa.

5ª Missione Settimanale – Il ponte di Leonardo
- Settimana: 04
- Premio: 20000 €
- Penalità: Nessuna penalità.
- Location: Monte a ridosso del fiume Umtavwuna
- Difficoltà: 07
- Svolgimento: I concorrenti devono recuperare 15 pezzi, posizionati a ridosso della rupe, per costruire un ponte ad incastro. Ogni concorrente deve recuperare almeno 2 pezzi. una volta costruito il ponte e posizionato da un'estremità all'altra del burrone, 2 dei concorrenti devono superarlo per testarne la stabilità. .
- Esito:  Superata
- Attribuzione: 20000 € nel Montepremi del gruppo.

6ª Missione Settimanale – Tuffo nel vuoto
- Settimana: 05
- Premio: 20000 €
- Penalità: Nessuna penalità.
- Location: Riserva naturale dell'Oribi Gorge
- Difficoltà: 08
- Svolgimento: I concorrenti devono compiere un salto nel vuoto di 80 m lanciandosi da una rupe con due uova in mano, cercando di non romperle. La prova è superata se almeno 5 concorrenti superano la prova.

| Gruppo | Franco   | Pasquale | Melita   | Clemente | Simona  | Karina  |
| Esito  | Superata | Superata | Superata | Superata | Fallita | Fallita |

- Attribuzione: 20000 € nel Bottino della Talpa.

7ª Missione Settimanale – La grande corsa
- Settimana: 06
- Premio: 10000 €
- Penalità: Nessuna penalità.
- Location: Canneto nella foresta
- Difficoltà: 08
- Svolgimento: Il gruppo deve svolgere una staffetta di 15 km (3 km ogni concorrente) attraverso un fitto canneto nel tempo massimo di 100:00 minuti.
- Esito:  Fallita
- Attribuzione: 10000 € nel bottino della Talpa.

#### Notti della Talpa
1ª Notte della Talpa – La lancia cadente
- Settimana: 01
- Premio: 5000 € dal bottino della Talpa nel montepremi del gruppo
- Penalità: 5000 € dal montepremi del gruppo nel bottino della Talpa se la prova fallisce.
- Location: Foresta
- Difficoltà: 07
- Svolgimento: I concorrenti, suddivisi in coppie, devono restare fermi sotto una lancia pendolante e aspettare che cada. La lancia deve essere afferrata in tempo prima che questa tocchi terra. Sono concessi solo 2 sbagli.

| Coppie | Fiordaliso Pasquale       | Melita Franco | Karina Pamela | Kamilia Matteo | Clemente Natalia | Salvatore Cristiano | Pasquale Kamilia | Clemente Karina | Melita Fiordaliso         | Matteo Kamilia            |
| Esito  | Fallita (Errore numero 1) | Superata      | Superata      | Superata       | Superata         | Superata            | Superata         | Superata        | Fallita (Errore numero 2) | Fallita (Errore numero 3) |

- Attribuzione: 5000 € dal montepremi del gruppo nel bottino della Talpa.

2ª Notte della Talpa – Equilibrio precario
- Settimana: 02
- Premio: 5000 € dal bottino della Talpa nel montepremi del gruppo
- Penalità: 5000 € dal montepremi del gruppo nel bottino della Talpa se la prova fallisce.
- Location: Riva del fiume
- Difficoltà: 07
- Svolgimento: I concorrenti devono resistere svariate ore in piedi su una trave nella posizione corretta e non cadere. Per vincere, almeno un concorrente deve rimanere in gioco fino all'alba.

| Concorrente | Cristiano Salvatore    | Karina           | Natalia          | Pasquale         | Clemente         | Fiordaliso             | Franco           | Matteo   | Melita   | Pamela   |
| Esito       | Fallita (Squalificati) | Fallita (Caduta) | Fallita (Caduta) | Fallita (Caduto) | Fallita (Caduto) | Fallita (Squalificato) | Fallita (Caduto) | Superata | Superata | Superata |

- Attribuzione: 5000 € dal bottino della Talpa nel montepremi del gruppo.

3ª Notte della Talpa – Statua a galla
- Settimana: 03
- Premio: 8000 € dal bottino della Talpa nel montepremi del gruppo
- Penalità: 8000 € dal montepremi del gruppo nel bottino della Talpa se la prova fallisce.
- Location: Fiume – Pontile
- Difficoltà: 08
- Svolgimento: I concorrenti, suddivisi in coppie, devono restare fermi su una canoa tenendo in equilibrio una statua per un tempo di 30 minuti per ogni coppia. Sono concessi solo 3 sbagli.

| Coppie | Salvatore Cristiano       | Natalia Melita            | Clemente Karina           | Matteo Pamela | Franco Pasquale           |
| Esito  | Fallita (Errore numero 1) | Fallita (Errore numero 2) | Fallita (Errore numero 3) | Superata      | Fallita (Errore numero 4) |

- Attribuzione: 8000 € dal montepremi del gruppo nel bottino della Talpa.

4ª Notte della Talpa – Camerieri della luna
- Settimana: 04
- Premio: 15000 € dal bottino della Talpa nel montepremi del gruppo
- Penalità: 15000 € dal montepremi del gruppo nel bottino della Talpa se la prova fallisce.
- Location: Foresta
- Difficoltà: 07
- Svolgimento:  I concorrenti devono mantenere sospesa una mezza luna in legno sorretta da alcuni bastoni. Ogni concorrente utilizza un solo bastone con una mano, cambiando braccio solo quando gli viene indicato. La prova è superata se i concorrenti resistono per 1 ora di tempo commettendo al massimo 3 errori.

| Errori concessi | Fallita (Errore numero 1) | Fallita (Errore numero 2) | Fallita (Errore numero 3) | Fallita (Errore numero 4) | Fallita (Errore numero 4) |
| Concorrente     | Pasquale                  | Pasquale                  | Franco                    | Matteo                    | Karina                    |

- Attribuzione: 15000 € dal montepremi del gruppo nel bottino della Talpa.

5ª Notte della Talpa – Maratona di ballo
- Settimana: 05
- Premio: Immunità dalla nomination.
- Penalità: Nessuna
- Location: Sala da ballo in riva al fiume
- Difficoltà: 06
- Svolgimento: I concorrenti, suddivisi in coppie, devono ballare per 3 ore senza fermarsi, senza scendere dalla pedana e senza commettere errori. I concorrenti dovranno svolgere anche alcune prove fisiche tra un ballo e l'altro. Sono concesse 3 ammonizioni per ogni coppia dopodiché la coppia viene eliminata. I componenti della coppia vincente si sfidano l'uno contro l'altro e chi vince ottiene l'immunità dalla nomination.

| Manche | Manche 1        | Manche 1        | Manche 1      | Manche 2 | Manche 2 |
| ------ | --------------- | --------------- | ------------- | -------- | -------- |
| Coppie | Simona Pasquale | Melita Clemente | Karina Franco | Franco   | Karina   |
| Esito  | Fallita         | Fallita         | Superata      | Fallita  | Superata |

- Attribuzione: Immunità per Karina.

6ª Notte della Talpa – Il canto Zulu
- Settimana: 06
- Premio: 10000 € dal bottino della Talpa nel montepremi del gruppo
- Penalità: 10000 € dal montepremi del gruppo nel bottino della Talpa se la prova fallisce.
- Location: Sala del fuoco
- Difficoltà: 07
- Svolgimento: Il gruppo deve memorizzare una canzone in lingua zulu e ripeterla nel tempo massimo di 15:00 una parola per volta a turno.
- Esito:  Superata
- Attribuzione: 10000 € dal bottino della Talpa nel montepremi del gruppo.

#### Percentuali di prove fallite
|  | 44.0 |

|  | 44.0 |

|  | 28.0 |

|  | 33.3 |

|  | 48.0 |

|  | 37.5 |

|  | 36.8 |

|  | 23.1 |

|  | 33.3 |

|  | 41.6 |

|  | 50.0 |

|  | 28.6 |

|  | 100 |

## Tabella dei sospetti e dello svolgimento del programma
Recluso in capanna Zulu

     Sospettato del gruppo o del pubblico

     Vittima della Talpa

SP : Sospettato del pubblico

SG : Sospettato del gruppo

|                       | Settimana 1           | Settimana 2          | Settimana 3             | Settimana 4                       | Settimana 5                            | Settimana 6        | Settimana 7 | FINALE     | FINALE     | Numero totale nomination |  |
| Giorno 1              | Giorno 8              | Giorno 15            | Giorno 22               | Giorno 29                         | Giorno 36                              | Giorno 43          | Giorno 50   | Giorno 50  |            | Numero totale nomination |  |
| --------------------- | --------------------- | -------------------- | ----------------------- | --------------------------------- | -------------------------------------- | ------------------ | ----------- | ---------- | ---------- | ------------------------ |  |
| Karina                | Emanuela              | Kamilia              | SP                      | SP                                | SP                                     | SP                 | SP          | VINCITRICE | VINCITRICE | 0                        |  |
| Franco                | Clemente              | Kamilia              | Fiordaliso              | Pamela                            | Matteo                                 | Simona             | Melita      | LA TALPA   | LA TALPA   | 9                        |  |
| Clemente              | Cristiano e Salvatore | Kamilia              | Fiordaliso              | Cristiano e Salvatore             | Simona                                 | Simona             | Melita      | 2º POSTO   | 2º POSTO   | 4                        |  |
| Melita                | Franco                | Clemente             | Clemente                | Cristiano e Salvatore             | Matteo                                 | Franco             | Franco      | 3º POSTO   | 3º POSTO   | 3                        |  |
| Pasquale              | Emanuela              | Natalia              | Fiordaliso              | Cristiano e Salvatore             | Matteo                                 | Simona             | Melita      | 4º POSTO   | 4º POSTO   | 1                        |  |
| Simona                | Non in gara           | Non in gara          | Non in gara             | Cristiano e Salvatore             | Matteo                                 | Franco             | Vittima     | Vittima    | Vittima    | 4                        |  |
| Matteo                | Emanuela              | Kamilia              | Fiordaliso              | Cristiano e Salvatore             | Melita                                 | Vittima            | Vittima     | Vittima    | Vittima    | 6                        |  |
| Pamela                | Emanuela              | Kamilia              | Fiordaliso              | Matteo                            | Espulsa                                | Espulsa            | Espulsa     | Espulsa    | Espulsa    | 1                        |  |
| Cristiano e Salvatore | Matteo                | Kamilia              | Franco                  | Matteo                            | Vittime                                | Vittime            | Vittime     | Vittime    | Vittime    | 6                        |  |
| Natalia               | Emanuela              | Pasquale             | Clemente                | Ritirata                          | Ritirata                               | Ritirata           | Ritirata    | Ritirata   | Ritirata   | 1                        |  |
| Fiordaliso            | Franco                | Franco               | Franco                  | Vittima                           | Vittima                                | Vittima            | Vittima     | Vittima    | Vittima    | 5                        |  |
| Kamilia               | Emanuela              | Franco               | Vittima                 | Vittima                           | Vittima                                | Vittima            | Vittima     | Vittima    | Vittima    | 6                        |  |
| Emanuela              | Pasquale              | Vittima              | Vittima                 | Vittima                           | Vittima                                | Vittima            | Vittima     | Vittima    | Vittima    | 6                        |  |
|                       |                       |                      |                         |                                   |                                        |                    |             |            |            |                          |  |
| Sospettati gruppo     | Emanuela              | Kamilia              | Fiordaliso              | Cristiano e Salvatore             | Matteo                                 | Simona             | Franco      | Nessuno    | Nessuno    |                          |  |
| Sospettati pubblico   | Karina                | Karina               | Karina                  | Karina                            | Karina                                 | Karina             | Karina      | Nessuno    | Nessuno    |                          |  |
| Vittime               | Emanuela 6 voti su 12 | Kamilia 6 voti su 11 | Fiordaliso 5 voti su 10 | Cristiano e Salvatore 5 voti su 9 | Matteo 4 voti su 7                     | Simona 3 voti su 6 | Nessuno     | Pasquale   | Melita     |                          |  |
| Vittime               | Emanuela 6 voti su 12 | Kamilia 6 voti su 11 | Fiordaliso 5 voti su 10 | Cristiano e Salvatore 5 voti su 9 | Matteo 4 voti su 7                     | Simona 3 voti su 6 | Nessuno     | Clemente   |            |                          |  |
| Capanna Zulu          | Karina                | Pasquale             | Karina                  | Clemente                          | Clemente Franco Melita Pasquale Simona | Melita             | Nessuno     | Nessuno    | Nessuno    |                          |  |
| Ritirati              | Nessuno               | Nessuno              | Natalia                 | Nessuno                           | Nessuno                                | Nessuno            | Nessuno     | Nessuno    | Nessuno    |                          |  |
| Espulsi               | Nessuno               | Nessuno              | Nessuno                 | Pamela                            | Nessuno                                | Nessuno            | Nessuno     | Nessuno    | Nessuno    |                          |  |

- Karina Cascella, per un totale di 7 sospetti da parte del pubblico risulta essere la concorrente più sospettata di tutta la storia del programma.

## Sospetti del pubblico
1ª puntata
Karina Cascella 18%
Fiordaliso 16%
Franco Trentalance 11%
2ª puntata
Karina Cascella 23%
Fiordaliso 13%
Pasquale Laricchia 12%
3ª puntata
Karina Cascella 36%
Matteo Tagliariol 14%
Fiordaliso 13%
4ª puntata
Karina Cascella 31%
Matteo Tagliariol 23%
Franco Trentalance 10%
5ª puntata
Karina Cascella 31%
Matteo Tagliariol 23%
Franco Trentalance 14%
6ª puntata
Karina Cascella 28%
Franco Trentalance 20%
Clemente Russo 18%
7ª puntata
Karina Cascella 29%
Franco Trentalance 26%
Clemente Russo 19%
8ª puntata
Franco Trentalance 37% (La Talpa)
Clemente Russo 33% (2º Posto)
Karina Cascella 30% (Vincitrice)

## Tabellone delle prove
| Missione settimanale Prova degli squali | Cerimonia della marchiatura | Grande Prova Prova degli uomini fango | Missione settimanale Le terre rosse | Notte della Talpa #1 | Prova d'accesso #1 | Grande Prova All'ultimo respiro | Tentazione a Natalia | Missione settimanale Le cascate ad alta tensione | Notte della Talpa #2 | Prova d'accesso #2 | Grande Prova Il viaggio dell'eroe | Tentazione a Matteo  | Missione settimanale La raccolta delle banane | Notte della Talpa #3 | Prova d'accesso #3 | Grande Prova Sotterrati | Tentazione a Pamela | Missione settimanale Il ponte di Leonardo | Notte della Talpa #4 | Prova d'accesso #4 | Grande Prova Prigionieri | Tentazione a Matteo, Melita, Franco | Missione settimanale Tuffo nel vuoto | Notte della Talpa #5 | Prova d'accesso #5 | Grande Prova A denti stretti | Tentazione a Pasquale | Cerimonia dell'innocente | Missione settimanale | Notte della Talpa #6 | Prova d'accesso #6 | Grande Prova La tela del ragno | Tentazione a Karina | Prova per Franco | Lotta contro gli uomini-fango | Grande Prova Ultima prova | TALPA SCOPERTA |           |           |           |          |
|                                         |                             |                                       |                                     |                      |                    |                                 |                      |                                                  |                      |                    |                                   |                      |                                               |                      |                    |                         |                     |                                           |                      |                    |                          |                                     |                                      |                      |                    |                              |                       |                          |                      |                      |                    |                                |                     |                  |                               |                           |                |           |           |           |          |
| Montepremi del gruppo                   | 200000 €                    | + 10000 €                             | Nessuna penalità                    | + 4000 €             | + 10000 €          | − 5000 €                        | Nessuna penalità     | + 5000 €                                         | − 0 €                | + 10000 €          | + 8000 €                          | Penalità nella prova | + 5000 €                                      | + 5000 €             | + 0 €              | − 8000 €                | Nessuna penalità    | + 8000 €                                  | − 0 €                | + 20000 €          | − 15000 €                | Nessuna penalità                    | + 20000 €                            | − 10000 €            | + 0 €              | Immunità per Karina          | Nessuna penalità      | + 0 €                    | − 20000 €            | + 20000 €            | − 10000 €          | + 0 €                          | + 10000 €           | Nessuna penalità | + 15000 €                     | − 12500 €                 | + 5000 €       | + 10000 € | + 20000 € | + 95500 € | 200000 € |
| Bottino della Talpa                     | 0 €                         | + 0 €                                 | Nessuna penalità                    | + 8000 €             | + 0 €              | + 5000 €                        | Nessuna penalità     | + 5000 €                                         | + 0 €                | + 0 €              | − 8000 €                          | Penalità nella prova | + 5000 €                                      | − 5000 €             | + 8000 €           | + 8000 €                | Nessuna penalità    | + 2000 €                                  | + 0 €                | + 0 €              | + 15000 €                | Nessuna penalità                    | + 0 €                                | + 10000 €            | + 20000 €          | Immunità per Karina          | Nessuna penalità      | + 15000 €                | + 20000 €            | − 20000 €            | + 10000 €          | + 10000 €                      | − 10000 €           | Nessuna penalità | + 0 €                         | + 12500 €                 | − 5000 €       | − 10000 € | + 0 €     | − 95500 € | 0 €      |

## Cronologia degli episodi
- Durante la prima puntata nel bel mezzo della cerimonia d'investitura della Talpa la concorrente Marina Fiordaliso ha erroneamente aperto la propria busta al contrario lasciando intravedere una rotondità (che poi si rivelerà essere la parte superiore del "No").
- Durante la seconda settimana di gioco, Karina Cascella ha un improvviso attacco di panico. Dopo essere stata dimessa dall'ospedale locale, dopo meno di 24 ore, l'episodio si riverifica, in maniera più brusca e violenta, causandole una momentanea perdita di conoscenza. Nonostante la condizione clinica, la concorrente sceglie di continuare il gioco, dal momento che le prove psicofisiche non intaccano in alcun modo la salute della stessa.
- Durante la diretta della quarta puntata, viene proposto a Pamela Camassa di venire a conoscenza della presenza del fidanzato Filippo Bisciglia in cambio di un brusco trasferimento dell'intero bottino del gruppo a quello della talpa. Filippo, in collegamento in un posto nascosto situato nei pressi della "Sala del fuoco", reagisce in malo modo alla reazione, dirigendosi nella fitta foresta del Sudafrica per diversi minuti. Quando viene ritrovato, decide di irrompere nella Sala di accoglimento dei concorrenti, proponendo alla fidanzata di abbandonare il gioco. Pamela Camassa viene di conseguenza, per aver infranto le regole del gioco, espulsa. In qualità di espulsa, non ci sarà alcuna riserva che la sostituirà; pertanto, è costretta a rivelare la sua identità: non è la Talpa.
- La settimana in cui Pasquale Laricchia avrebbe dovuto convivere con la famiglia 'Ndelu si è verificato un improvviso cambiamento di programma dovuto alla condizione in cui sono stati posti gli ultimi. Per ragioni personali, infatti, dovute ad alcuni comportamenti di Pasquale che la famiglia non gradiva, essi hanno deciso di abbandonare la capanna, lasciando il concorrente da solo per il resto della settimana.
- Durante la notte del 4 novembre, un gruppo di individui sconosciuti irrompe nella location in Sudafrica, scagliando grossi sassi sull'appartamento dei concorrenti e spargendo il panico ovunque. Dopo poche ore, la sicurezza è stata messa a conoscenza della situazione; nel frattempo, i banditi si erano già dileguati.
- Nella diretta del 6 novembre viene aperto un televoto per dare la possibilità a Karina, sospettata del pubblico per la quinta settimana consecutiva, di restare isolata dai compagni di gioco alla condizione di restare all'interno della stessa abitazione galleggiante, e di conseguenza mettere gli altri concorrenti in condizione di trascorrere l'intera settimana nella capanna Zulu. Il pubblico, mediante il voto, accetta di concedere questo scambio ai concorrenti.
- Durante la quarta settimana, la Talpa decide, come accaduta nella scorsa edizione, di parlare pubblicamente, principalmente per chiedere aiuto alla produzione. Camuffata ed irriconoscibile, manda biglietti ad un addetto alla produzione, il quale man mano formula domande generiche alla Talpa.

## Ascolti
| Puntata | Messa in onda    | Telespettatori | Share  | Fonte  |
| ------- | ---------------- | -------------- | ------ | ------ |
| 1       | 9 ottobre 2008   | 3 007 000      | 16,33% | [ 12 ] |
| 2       | 16 ottobre 2008  | 2 819 000      | 15,72% | [ 13 ] |
| 3       | 23 ottobre 2008  | 2 830 000      | 15,28% | [ 14 ] |
| 4       | 30 ottobre 2008  | 3 211 000      | 17,75% | [ 15 ] |
| 5       | 6 novembre 2008  | 3 402 000      | 17,65% | [ 16 ] |
| 6       | 13 novembre 2008 | 3 774 000      | 19,26% | [ 17 ] |
| 7       | 20 novembre 2008 | 4 186 000      | 21,12% | [ 18 ] |
| 8       | 27 novembre 2008 | 5 356 000      | 26,52% | [ 19 ] |
| Media   | Media            | 3 573 000      | 18,70% |        |
| Reunion | 4 dicembre 2008  | 3 402 000      | 14,81% | [ 20 ] |